# Luwajbida (Hims)
Luwajbida (arab. لويبدة) – wieś w Syrii, w muhafazie Hims. W 2004 roku liczyła 785 mieszkańców.